# آلفرد گارد
آلفرد گارد (انگلیسی: Alfred Gard؛ زادهٔ ۱۸۷۶) بازیکن فوتبال اهل بریتانیا است.
از باشگاه‌هایی که در آن بازی کرده‌است می‌توان به باشگاه فوتبال میدنهد یونایتد و باشگاه فوتبال بیرمنگام سیتی اشاره کرد.